# Шрейнцер, Карл Матвеевич
Карл-Август Матвеевич Шрейнцер (1819—1887) — художник, академик портретной живописи Императорской Академии художеств.

## Биография
Австриец по происхождению, впоследствии принявший русское подданство и вполне обрусевший, родился в 1815 году. Воспитывался в Императорской Академии художеств и окончил в ней курс (1850) со званием неклассного художника акварельной портретной живописи.
В пору своей молодости и первых лет зрелой художественной деятельности, когда фотография еще не вытеснила акварельной портретной живописи, и на последнюю ещё существовал в публике значительный спрос, Шрейнцер был одним из художников, удовлетворявших в России этому запросу, имел много работы и пользовался почётной известностью. Работая главным образом для частных лиц, Шрейнцер в то же время не забывал академических выставок, довольно часто давая для них как акварельные портреты, так и рисунки акварелью и масляными красками (особенно удавались ему композиции народных сцен).
Получил звание «назначенного в академики» (1857). Академия художеств возвела Шрейнцера в звание академика (1858) за акварельный портрет профессора архитектуры (потом ректора академии) А. И. Резанова.
Фотографические портреты явились на смену акварельным, и художники-специалисты по части последних, лишившись заказов, очутились в необходимости искать материального обеспечения для себя на других поприщах деятельности. Пользуясь репутацией не только хорошего художника, но и прекрасного человека, Шрейнцер получил (1859) место инспектора классов Академии художеств, которое и занимал до 1873 года, когда перешёл на более спокойную должность хранителя академического музея. Усердное исправление им служебных обязанностей не раз поощрялось как пожалованием ему чинов (до коллежского советника включительно) и орденов (до ордена Св. Владимира 3-й степени включительно), так и денежными подарками из Кабинета Его Императорского Высочества в размере от 150 до 200 рублей.
В начале 1886 года Шрейнцер заболел, и врачи определили у него рак горла; к осени 1886 года болезнь обострилась настолько, что Шрейнцер уже не мог продолжать своих занятий в музее, а через полгода тяжёлых страданий, 10 мая 1887 года, болезнь свела его в могилу. Похоронен на Волковом лютеранском кладбище. Могила утрачена.

## Галерея

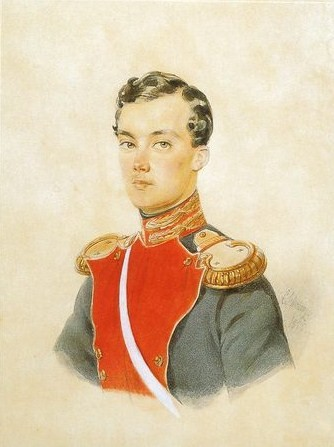
Князь Н. Н. Оболенский
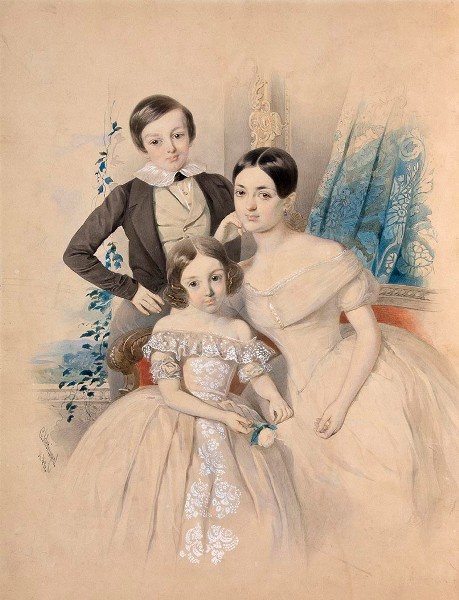
Графиня Мария Трофимовна Пашкова
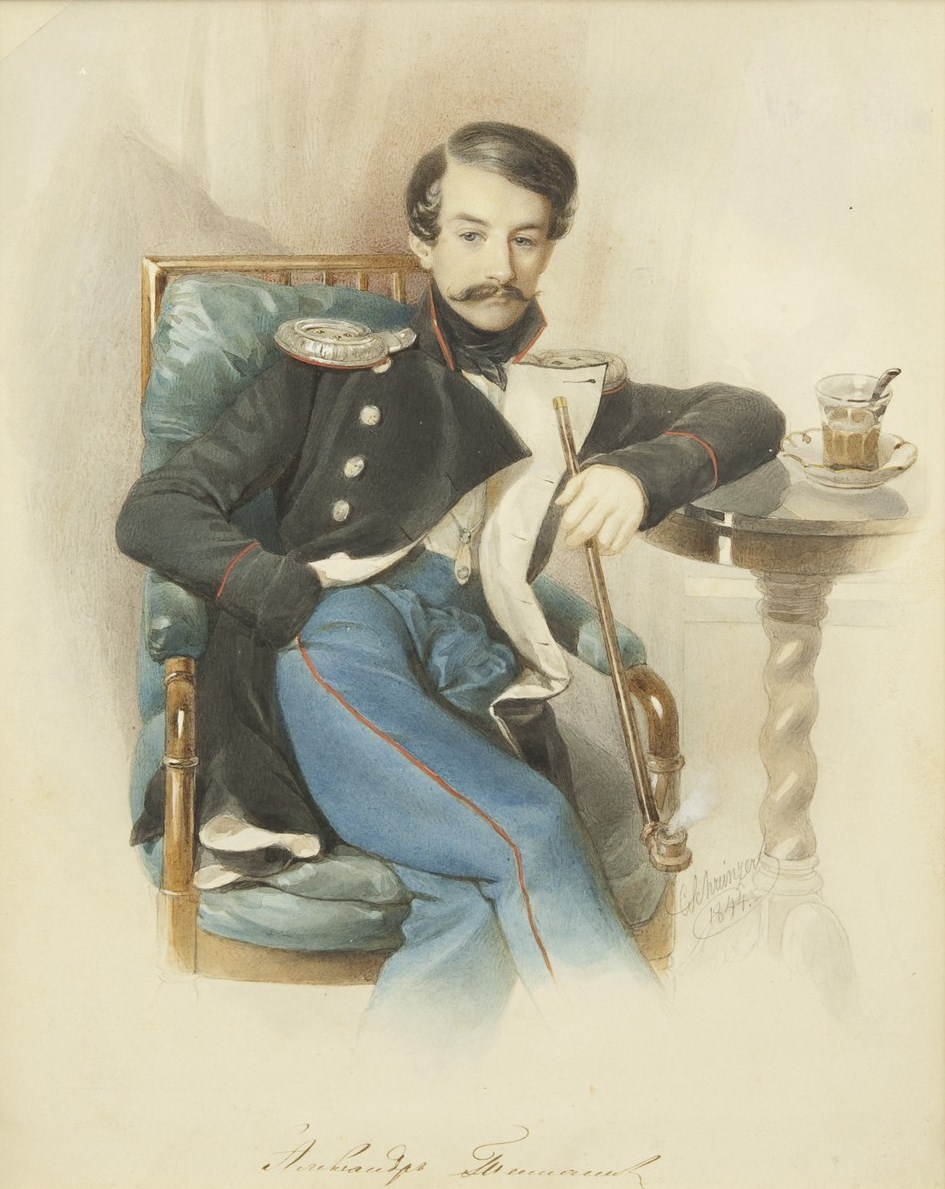
Поручик А. Е. Тимашев
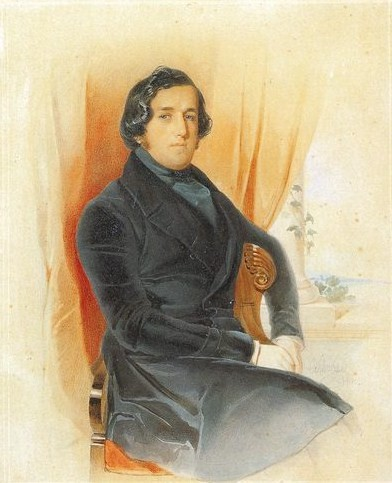
Граф А. П. Голенищев-Кутузов
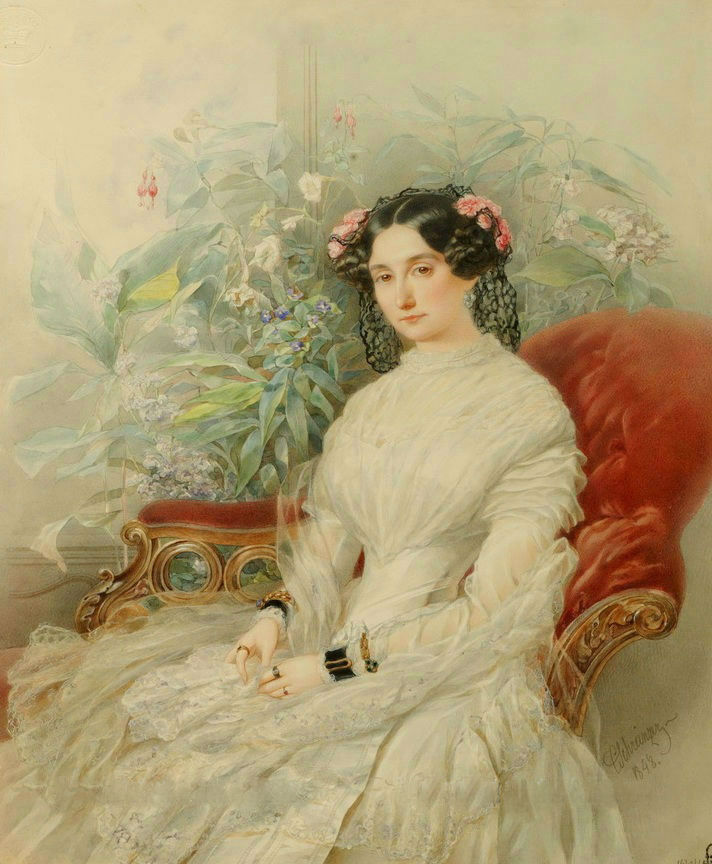
Графиня Е. Ф. Тизенгаузен
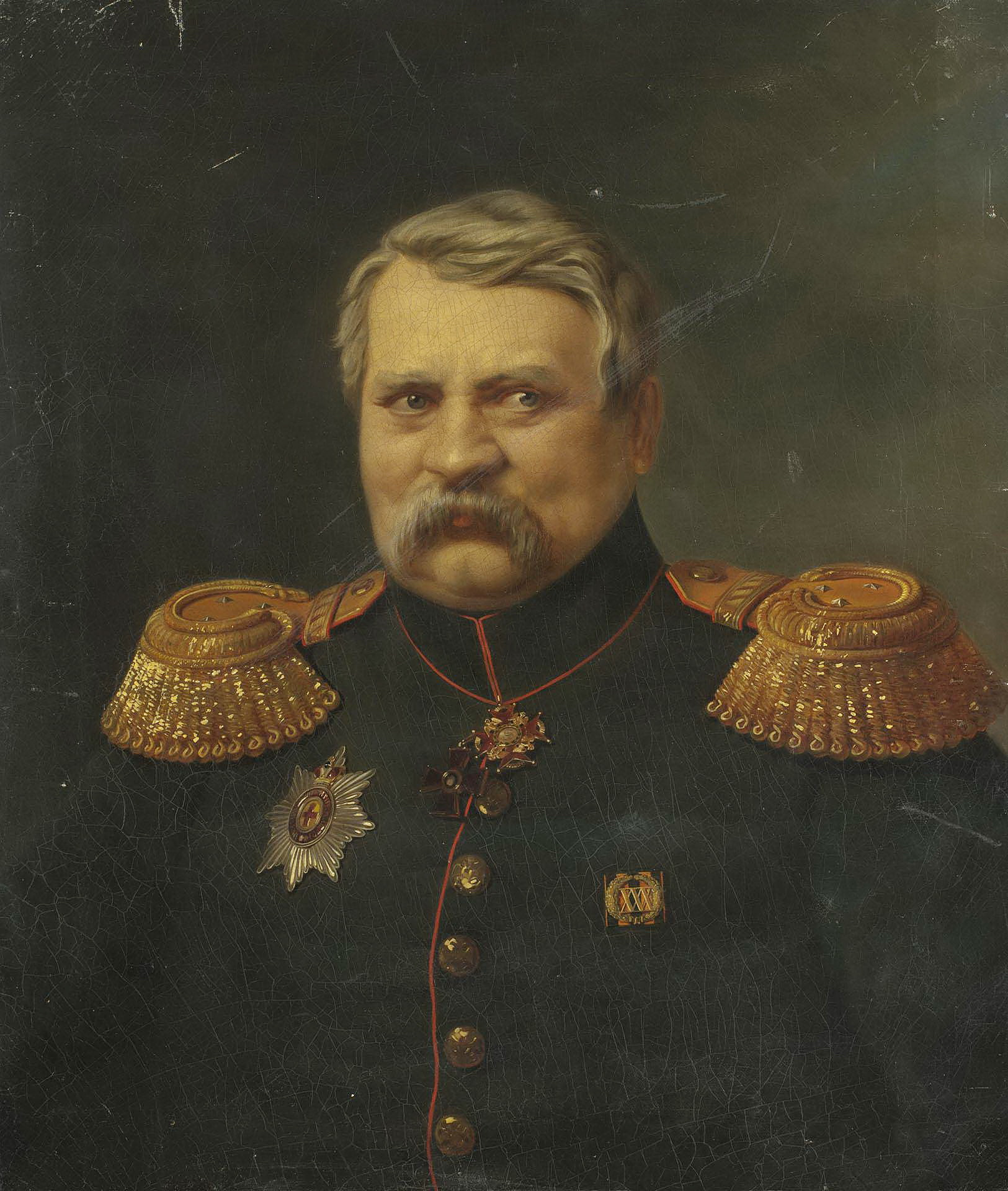
Генерал Е. Х. фон Вессель